# Перстач дрібноквітковий
Перстач дрібноквітковий (лат. Potentilla micrantha) — вид квіткових рослин роду перстач родини розові (Rosaceae).

## Ботанічний опис
Багаторічна рослина 5-10 см заввишки.
Прикореневі Листки з 3 листочків, яйцеподібно-овальних, по краях крупнопильчастих.
Квітки білі, пелюстки довжиною 3-4 мм.

## Поширення в Україні
Зустрічається у Криму. Росте на схилах та галявинах.